# William Lane (Utopist)

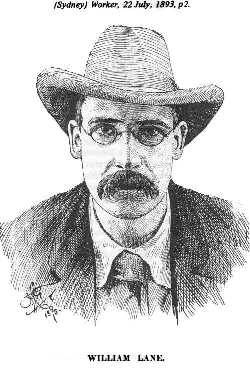
William Lane

William Lane (* 6. September 1861 in Bristol, Großbritannien; † 26. August 1917 in Auckland, Neuseeland) war ein Gewerkschafter und Sozial-Utopist, Autor und Journalist.

## Privates Leben
William Lane war Sohn von James Lane, einem irischen Protestanten und dessen Frau Carolin, geborene Hall. Da sein Vater ein Alkoholiker war, entwickelte er sich zu einem rigiden Antialkoholiker. Er ging zur Bristol Grammar School und mit 16 Jahren nach Kanada, arbeitete dort als Drucker und wurde im Alter von 24 Jahren Reporter in Detroit. Lane heiratete am 22. Juli 1883 die 19 Jahre alte Anne Mary Macquire, die in England geboren war. Sie hatten einen Sohn und fünf Töchter. 1885 kehrte William Lane und seine Frau mit ihrem ersten Sohn nach Großbritannien zurück, um kurz darauf zusammen mit seinem jüngeren Bruder John nach Australien zu emigrieren.

## Sozialpolitisches Engagement
In Australien setzte sich William Lane für die Aborigines in Brisbane in Queensland ein, wo er unter den Pseudonymen John Miller, The Sketcher und Bystander schrieb. Er unterstützte die Entwicklung der Gewerkschaften in Queensland. Sein erstes Buch White or Yellow? A Story of the Race-War of A.D. 1908 veröffentlichte er in einer Zeitungsserie. Er betrieb wesentlich im Jahr 1889 die Gründung der Australian Labour Federation und wurde der erste Journalist der Zeitschrift Worker, die die Australian Labour Federation und weitere Organisationen der Arbeiterbewegung herausgaben.
Lane druckte erstmals am 16. Mai 1891 das Lied Freedom on the Wallaby (Freiheit für das Wallaby) ab, ein in Australien bekanntes Lied, das Henry Lawson für den Schafscherer-Streik von 1891 in Queensland schrieb.
Lane berichtete über den Prozess gegen die Gewerkschaftsführer, der nach dem Schafscherer-Streik von 1891 stattfand und zu ihrer Verurteilung wegen Hochverrats führte. Die Erlöse seines Buches The Working Man’s Paradise, das in Brisbane 1892 unter dem Pseudonym John Miller erschien, kamen den Familien der Verhafteten zugute. Nach den Niederlagen der Gewerkschaftsbewegung in der so genannten Phase der Great Strikes, Maritime-Streik (1890), Schafscherer-Streik (1891) Broken-Hill-Streik (1892) und Schafscherer-Streik (1894) in Australien wandelte die Gewerkschaftsbewegung in eine politische Arbeiterbewegung, aus der u. a. die Australian Labor Party (1891) entstand.

## Utopistisches Engagement

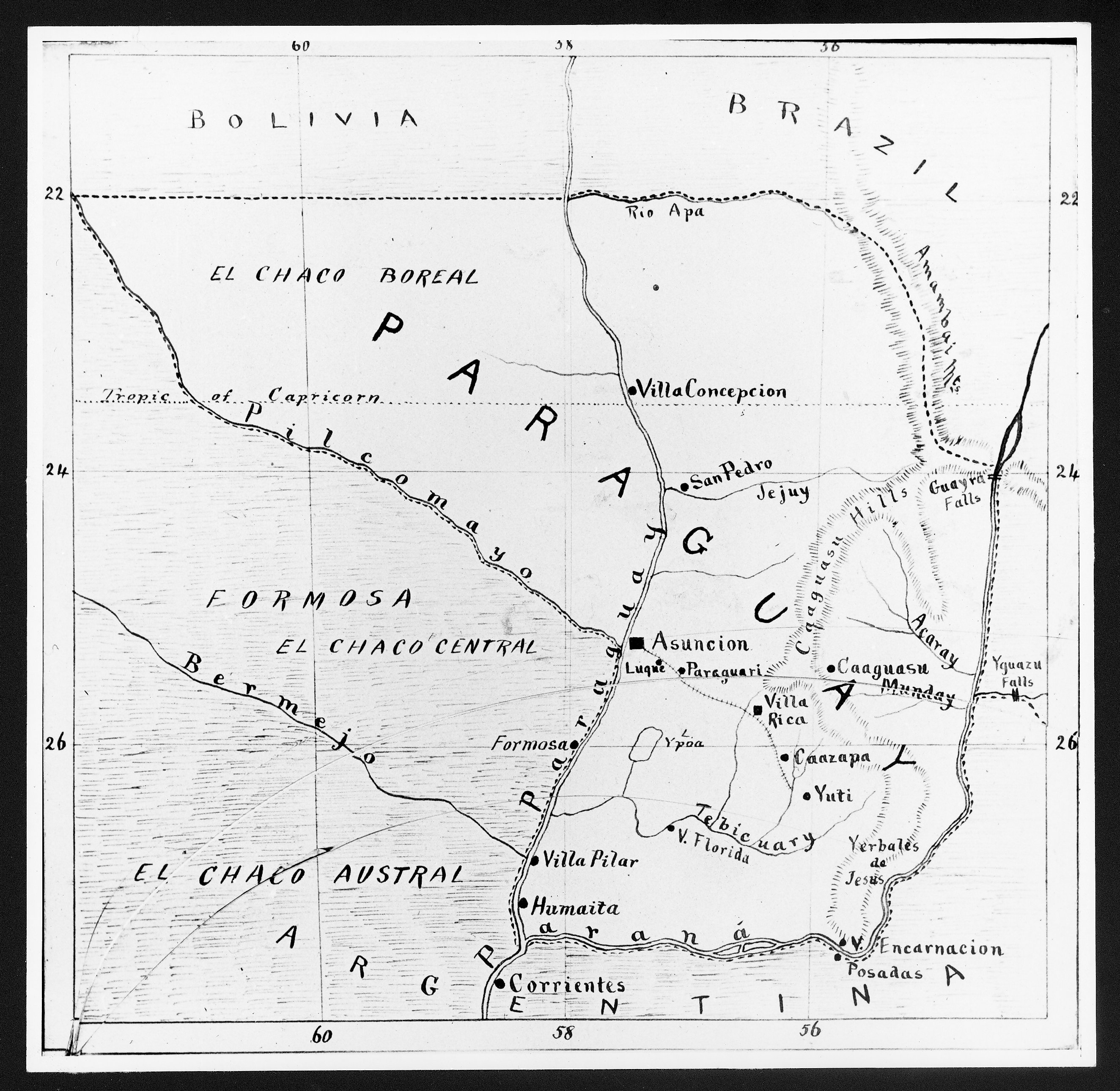
Karte von Paraguay von John Lane, dem Bruder von William

Lane wurde durch die Streikerfahrungen von 1890 und 1891 zum sozialistischen Utopisten, was sich schon mit seiner Buchherausgabe The Working Man’s Paradise andeutete und hatte eigene Vorstellung über seine politische Zukunft. 1889 gab es zwischen Lane und Topolobampo in Mexiko Kontakte, die mit Icaria einer utopistischen nordamerikanischen Gemeinschaft verbunden war, die von Robert Owen gegründet worden war. Owen war ein Frühsozialist und ein Begründer des Genossenschaftswesens. Lane beabsichtigte nach Südamerika zu gehen, um dort eine sozialutopistische Siedlung auf 187.000 Hektar Land in Paraguay zu gründen und fand insgesamt 600 Interessierte. Lane verließ am 16. Juli 1983 Australien von Sydney nach New Australia, das 176 km südöstlich nach Asunción liegt und am 28. September 1893 von 238 erwachsenen Menschen mit ihren Kindern gegründet wurde. Lane herrschte dort autokratisch, duldete keinen Widerspruch und praktizierte ein Zusammenleben nach einfachen gemeinschaftlichen Regeln. Es gab Konflikte unter den Siedlern über das strikte Alkoholverbot, mit den Menschen in der Region und vor allem mit der Führerschaft von Lane. Nach der frühsozialistischen Vorstellung von Lane sollten alle in der gemeinschaftlichen Güterproduktion arbeiten, alles Land und Gebäuden, alle Werkzeuge und Maschinen und das gesamte Vieh sollte allen gemeinschaftlich gehören.
Nachdem die zweite Kolonisten-Gruppe eingetroffen war, trennte sich Lane am 7. Juli 1894 mit 63 seiner Anhänger in eine neue Kolonie ab, genannt Cosme, 76 km südlich von New Australia. Anschließend war er von 1894 bis 1896 in England. Unter diesen Kolonisten war die Schriftstellerin Mary Gilmore (1865–1962), die die monatliche Zeitschrift Cosme Montly dort herausgab.
Auch dieses Projekt scheiterte, da die Lebensverhältnisse niedrig waren, sich nicht entwickelten und die Kolonie sich nicht selbst erhalten konnte. Zum Eklat kam es, als Siedler ein Schwein schlachteten und unter Freunden verteilten, die danach alle aus der Gemeinschaft ausgeschlossen wurden. Die meisten Siedler verließen die Kolonien auch wegen der entstehenden finanziellen Probleme um 1900 und die Regierung von Paraguay führte die Kolonien anschließend in private Unternehmen über, und manche Inhalte von Lane sind dort bis heute erhalten geblieben.

## Konservatives Engagement
Lane wurde krank und war desillusioniert, resignierte im Juni 1899, verließ Cosme am 1. August und emigrierte nach Neuseeland.
Dort arbeitete als Chefjournalist in der konservativen Zeitung New Zealand Herald und wurde ab 1913 deren Herausgeber. In Neuseeland entwickelte er sich zu einem Erzkonservativen und schrieb unter dem Pseudonym der Maori Tohunga (deutsch: Prophet). Er kritisierte in seiner Zeitung gesetzeslose Industrien und Wirtschaft, plädierte für eine Militarisierung der Gesellschaft und verwendete nationalistische Rhetorik.

## Nachbetrachtung
Die regionale Zeitschrift des Worker in Brisbane sah ihm seinen Fehler mit Paraguay nach und meinte, dass sein Engagement in der australischen Arbeiterbewegung immer in Erinnerung bleiben wird; der australische Worker fand ihn des Egoismus und der Arroganz für schuldig und erklärte: „Billy Lane is dead — dear old Billy Lane. And he died in the camp of the enemy!“ (deutsch: „Billy Land ist tot – guter alter Billy Lane. Und er starb im Lager des Feindes!“).
Lane kommt als Charakter in zwei Theaterstücken vor, im Vance Palmer’s play Hail Tomorrow! (1947) und im Musikdrama The Ballad of Billy Lane (1982) von George Hutchinson. Die australische Folk-Punk-Band The Currency singt in ihrem Lied Paraguay die Kolonie New Australia. Gavin Geoffrey Souter, ein Historiker und Journalist, schrieb das Buch 1968 A Peculiar People, einen Bericht über die Kolonie New Australia.